# Reserva Biológica de Serra Negra
A Reserva Biológica de Serra Negra é uma unidade de conservação brasileira, localizada no estado de Pernambuco, entre os municípios de Tacaratu, Floresta e Inajá. Foi criada através do Decreto nº 87.591, emitido em 20 de setembro de 1982, com uma área de 1 100 ha. Atualmente sua administração está a cargo do Instituto Chico Mendes de Conservação da Biodiversidade (ICMBio).

## História
Criada em princípio como forma de impedir o depósito de lixo nuclear provindo do funcionamento da Usina Nuclear de Angra dos Reis, foi uma das primeiras Reservas Biológicas do Brasil. Habitada por índios, a região pertenceu à Casa da Torre. Posteriormente foi adquirida pelo capitão João Rodrigues de Moraes, no final do século XVIII. Em 1849, a serra foi o refúgio dos rebeldes da Revolta Praieira.

## Características
A reserva localiza-se às margens da PE-360 entre Ibimirim e Floresta, e a 16 km da BR-110/316 (Reta do Mirim) entre as cidades de Ibimirim e Petrolândia.  Segundo a lei que rege as reservas biológicas, a visitação ao local não é permitida, só é autorizada para fins educativos e de pesquisa científica. Seu território encontra-se totalmente demarcado.
Sua altitude de 1065 metros e o clima tropical geraram uma mata tropical de altitude - o brejo de altitude, em contraste com a caatinga no seu entorno.  Possui árvores com até 30 metros de altura, incomuns no sertão.  Abriga espécies como árvores sucupira, maçaranduba, mameluco, pau-d'alho, barriguda, pau-louro, licuri (palmeira), ipê, pau-ferro, orquídeas e bromélias. Algumas novas espécies foram identificadas na reserva, como a Eugenia sp, da família da pitanga e goiaba, e a Bunchosia pernambucana, da família da acerola..
A fauna que habita a reserva consiste em grande diversidade de aves como a juriti-gemedeira, o maracanã, e o jacu entre outras, além de várias espécies de mamíferos, como  Caititu (porco-do-mato), gato-maracajá, cutia, Veado-catingueiro, Tatu-bola-da-caatinga, e sagui-de-tufos-brancos, entre outras espécies de mamíferos inclusive algumas ameaçadas de extinção.

## Ameaças à reserva
A fiscalização precária permite acesso à Reserva sem o devido controle necessário, possibilitando a ação de caçadores dentro da área de preservação, o que deveria ser objeto de preocupação dos órgãos competentes.
O lixo depositado pelos visitantes, a extração de mel, a captura de aves silvestres para comércio ilegal, entre outros pontos críticos, ameaçam seriamente à preservação desta reserva.
O desmatamento no entorno da reserva para prática da agricultura, a extração da caatinga e o uso abusivo de agrotóxicos também representam ameaças à fauna e flora não só da reserva, mas de toda a sua área de influência direta.
A falta de uma fiscalização ostensiva também propicia a prática de outras atividades ilegais, como o uso da área de preservação para o plantio de maconha, conforme já foi constatado em uma dada ocasião pela Polícia Federal.